# 로이 설리번
로이 설리번(Roy Sullivan, 1912년 2월 7일 ~ 1983년 9월 28일, 버지니아주 그린 카운티)은 기네스북에 벼락을 가장 많이 맞은 사람으로 등재되어 있다. 그는 1936년 셰넌도어 국립공원에서 산림감시원 일을 시작한 이후 1942년부터 1977년까지 번개를 총 7차례에 맞았으며 번개에 맞을 때마다 모두 살아남아 ‘인간 피뢰침’이란 별명을 얻었다. 주변에선 같이 붙어있으면 벼락을 맞을지도 모른다는 두려움 때문에 그를 피하기도 하였다. 그는 71세 때 실연으로 인해 권총자살을 하였다.
- 1942년 4월 - 그는 처음으로 번개에 맞았다. 그는 망루에 숨고 있었는데 망루는 그 당시 새로 지어져서 그 때엔 피뢰침이 없었다. 망루에서 도망쳐 나왔다가 번개에 바로 맞았는데 오른쪽 다리 부분의 옷조각이 떨어져 나갔고 구두에 구멍이 났다.
- 1969년 7월 - 두 번째로 번개에 맞았다. 산길에서 트럭을 몰고 가는 중에 맞았는데 벼락이 처음엔 근처의 나무에 떨어졌다가 트럭의 열린 창문을 향했다. 그는 번개에 맞아 기절하고 눈썹, 속눈썹과 머리카락 대부분이 탔다. 트럭은 절벽 끝에 설 때까지 계속 움직였다.
- 1970년 - 그의 집 앞뜰에서 번개에 맞았다. 변압기에 맞은 다음 왼쪽 어깨에 맞았다.
- 1972년 - 셰넌도어 국립공원의 관리소로 걸어가는 중 네 번째로 번개에 맞았는데 머리에 벼락이 떨어졌고 불이 났다. 입고 있던 재킷에 붙은 불을 끄려 화장실로 갔는데 수도의 높낮이가 맞지 못하여 젖은 타월로 대신했다. 그는 네 번째 맞은 이후 어떤 힘이 자기를 죽이려는 거라고 믿고 두려움을 느끼기 시작했다.
- 1973년 8월 7일 - 다섯째로 번개에 맞았다. 순찰을 도는 중에 설리번은 비구름을 보고 그 자리를 급히 떠나기 시작했으나 비구름이 그를 쫓아오듯 보였다고 한다. 그 비구름보다 빨리 갔다고 생각할 때 트럭에 타고 가면 안전하다고 결정했으나 잠시 후에 번개에 맞았다. 머리에 불이 붙었으며 왼쪽 팔다리와 오른쪽 다리의 무릎 아래까지 옮겨졌다. 그는 트럭으로 기어가서 캔에 담긴 물을 부었다.
- 1976년 6월 5일 - 여섯째로 번개에 맞아 발목을 다쳤다.
- 1977년 6월 25일 - 그날 아침에 설리번은 민물에서 낚시를 하고 있었는데 그 때 머리에 맞았고 머리, 가슴, 배에 화상을 입었다. 차를 타고 도망가는 중에 곰이 나타나서 낚시줄에 있는 송어를 가져가려 하자 그는 힘을 가졌고 나무가지로 곰을 쳤다.

일반인이 번개에 맞을 확률은 3000:1이다. 그러나 이 숫자는 설리번에게 잘 적용되지 못한다. 그가 태어난 버지니아의 조건은 번개가 맞을 확률을 높이는데  실제로 버지니아에선 35~45번의 뇌우가 발생해왔으며 또한 1959년부터 2000년까지 버지니아에서 번개로 인해 58명이 죽고 238명이 다쳤다.